# 阿龙·奥尔森
阿龙·奥尔森（英語：Aaron Olson，1978年5月11日—），加拿大、新西兰男子篮球运动员，场上位置是得分后卫。他曾代表新西兰国家队参加2006年英联邦运动会篮球比赛，获得一枚银牌。